# Hamad Al-Montashari
Hamad Al Montashari (Yeda, Arabia Saudita, 22 de junio de 1982) es un exfutbolista Saudí. Jugaba de defensa y su toda su carrera la jugó con el Al-Ittihad.

## Biografía
Gracias a su tío, también futbolista, ingresó en las categorías inferiores del Al-Ittihad a los seis años.
Jugó en el primer equipo del Al-Ittihad de 2001 a 2016 anotando 61 goles en 300 partidos, con el que ha ganado tres Ligas, dos Ligas de Campeones de la AFC y una Liga de Campeones Árabe.
En 2005 fue elegido futbolista asiático del año.

### Selección nacional
Ha sido internacional con la selección de fútbol de Arabia Saudita en 54 ocasiones marcando 8 goles.
Participó en la Copa Mundial de Fútbol de 2006. En ese campeonato, en el que su selección no pasó de la fase de grupos, Al Montashari disputó todos los partidos.

## Clubes
| Club       | País           | Año       |
| ---------- | -------------- | --------- |
| Al-Ittihad | Arabia Saudita | 2000-2016 |

## Títulos

### Campeonatos nacionales
- 3 Ligas saudíes (Al-Ittihad, 2001, 2003 y 2007)
- 2 Copas del Rey (Al-Ittihad, 2001 y 2004)

### Copas internacionales
- 2 Ligas de Campeones de la AFC (Al-Ittihad, 2004 y 2005)
- 1 Liga de Campeones Árabe (Al-Ittihad, 2005)

### Distinciones individuales
- Elegido mejor jugador del año de Asia (2005)